# Männerturnverein Stuttgart 1843 2016-2017
Questa voce raccoglie le informazioni riguardanti il Männerturnverein Stuttgart 1843 nelle competizioni ufficiali della stagione 2016-2017.

## Organigramma societario
Area direttiva
- Presidente: Tim Zimmermann

Area organizzativa
- General manager: Bernhard Lobmüller

Area tecnica
- Allenatore: Guillermo Hernández
- Allenatore in seconda: Giannīs Athanasopoulos
- Scout man: Ioannis Paraschidis, Andreas Bühler

Area sanitaria
- Medico: Andreas Hoffmann
- Fisioterapista: Tina Weißfloch

## Rosa
| N° | Nome               | Ruolo | Data di nascita  | Nazionalità sportiva |
| -- | ------------------ | ----- | ---------------- | -------------------- |
| 1  | Wanna Buakaew      | L     | 2 gennaio 1981   | Thailandia           |
| 2  | Julia Wenzel       | S     | 12 gennaio 1998  | Germania             |
| 3  | Micheli Pissinato  | C     | 28 marzo 1984    | Brasile              |
| 4  | Valerie Nichol     | P     | 29 aprile 1993   | Stati Uniti          |
| 5  | Kim Renkema        | S     | 28 giugno 1987   | Paesi Bassi          |
| 7  | Renáta Sándor      | S     | 15 dicembre 1990 | Ungheria             |
| 8  | Julia Schäfer      | S/O   | 3 luglio 1996    | Germania             |
| 11 | Karmen Kočar       | P     | 1º dicembre 1982 | Slovenia             |
| 12 | Deborah van Daelen | S/O   | 24 marzo 1989    | Paesi Bassi          |
| 14 | Aiyana Whitney     | S/O   | 6 aprile 1993    | Stati Uniti          |
| 15 | Jennifer Pettke    | C     | 29 maggio 1989   | Germania             |
| 16 | Michaela Mlejnková | S     | 26 luglio 1996   | Rep. Ceca            |
| 17 | Nia Grant          | C     | 8 maggio 1993    | Stati Uniti          |